# ヨウ化サマリウム(II)
ヨウ化サマリウム(II) (samarium(II) iodide) とは、サマリウムとヨウ素から成る無機化合物で、融点 520 ℃ の緑色の固体。組成式は SmI2。有機合成において一電子還元剤として、カルボニル化合物からケチル錯体を経る炭素-炭素結合生成反応などに用いられる。

## 調製
ヨウ化サマリウム(II) はヨウ化サマリウム(III) (SmI3) の熱分解で生じるが、実験室的に調製する場合は無水THF中で金属サマリウムの粉末に 1,2-ジヨードエタン またはジヨードメタン を作用させて THF溶液として調製、保存する。市販品として、暗青色のTHF溶液 (0.1 M) が入手可能である。

## 反応
ヨウ化サマリウム(II) は強い一電子還元剤である。例えば、水を速やかに還元して水素に変える。有機反応では、ケトンとハロゲン化アルキルから三級アルコールを与えるバルビエ反応 (Barbier reaction) を進行させる。
RI  +  R'COR'' → R(R')C(OH)R''
ヨウ化ニッケル(II) はこの反応の触媒として用いられる。

エステルと2分子のハロゲン化アルキルとを反応させて三級アルコールを得ることもできるが、アルデヒドとは副反応も起こす。
これらの反応は低温でも非常に速やかに起こる（通常5分以内）。また、色の変化で反応の進行をモニターすることができる。右の写真では、左上で構えられている注射器の中に青黒いヨウ化サマリウム(II) の THF溶液が入っており、それがカルボニル化合物が入ったフラスコ中に注入されるとすぐに反応してその暗青色が消える。
反応後は希塩酸で後処理し、サマリウム分はヨウ化サマリウム(III) として除かれる。
このタイプのバルビエ反応で5員環、6員環を作る分子内反応も報告されている。